# Баги, Дьюла
Дью́ла Ба́ги (венг. Baghy Gyula, на эсперанто обычно подписывался эсперантизированной формой имени Julio; 13 января 1891 — 18 марта 1967; использовал псевдоним Jobo) — венгерский эсперантист, знаменитый поэт и прозаик на языке эсперанто.

## Биография
Д. Баги родился 13 января 1891 в городе Сегед в театральной семье: его отец был актёром, а мать работала в театре суфлёром. После окончания школы Дьюла последовал за родителями, до войны он работал актёром и режиссёром. С эсперанто Д. Баги познакомился в 1911 году.
Первая мировая война прервала его актёрскую карьеру. Около шести лет (1915—1920) он провёл в сибирских лагерях для военнопленных, где вёл активную эсперанто-деятельность, организуя курсы эсперанто и международную переписку (позже он опишет эти события в некоторых своих произведениях). После возвращения в Венгрию до самой смерти он был одним из ведущих деятелей международного эсперанто-движения: организовывал курсы, занимал руководящие посты в некоторых организациях, сотрудничал с литературными журналами, был одним из редакторов влиятельного эсперанто-журнала «Литературный мир» (эсп. Literatura mondo).
Скончался 18 марта 1967 года. Похоронен в Будапеште на кладбище Керепеши.

## Эсперанто-деятельность
Несмотря на свою активную организаторскую деятельность, Д. Баги прославился в первую очередь как поэт и прозаик. Его произведения характеризуются идеализмом и человеколюбием; его девизом было следующее утверждение: «Любовь создаёт мир, мир сохраняет человечность, человечность — это высший идеал». Кроме этого, в некоторых произведениях он выступает и как тонкий сатирик, и как интересный мыслитель. Во многом его взгляды отвечали «внутренней идее» эсперанто и находили широкую поддержку среди рядовых эсперантистов. По этой причине Д. Баги и его произведения были чрезвычайно популярны, а сам он получил ласковое прозвище «Папа» (эсп. Paĉjo).

Баги, ласково называемый Папой, выразил те чувства, которые с самого начала были до́роги всем эсперантистам… Он избегал связи с известными политико-идеологическими позициями и таким образом помог среднестатистическому эсперантисту, далёкому от политики, связать себя с его идеалом человеческого братства.
Оригинальный текст (эсп.)Baghy, karese nomata Paĉjo, esprimis sentojn, kiuj dekomence estis karaj al la esperantistoj... Li evitis ligi sin al konataj politikaj-ideologiaj pozicioj kaj tiamaniere helpis al la meza nepolitikema esperantisto identigi sin kun lia idealo de homa frateco.
— У. Линс (немецкий историк, автор нескольких произведений об истории эсперанто)
Д. Баги является автором многих поэтических сборников, повестей, романов, учебников эсперанто, театральных произведений. На многочисленных Всемирных конгрессах эсперанто он принимал участие в театральных постановках, многие из которых режиссировал сам. Был членом Академии эсперанто. Его учебная повесть «Зелёное сердце» (эсп. La verda koro; название следует понимать как «сердце эсперантиста» или, более широко, как «сердце, исполненное гуманизмом») до сих пор является одним из наиболее популярных учебников эсперанто.
Стиль произведений Д. Баги отличает простота и ясность. Он был сторонником «простого» эсперанто и активно полемизировал со сторонниками «богатого» эсперанто, вводившими в язык многочисленные неологизмы (одним из таких оппонентов Баги был другой выдающийся венгерский эсперантист Кальман Калочаи, с которым Баги тем не менее активно сотрудничал).
Именно по инициативе Д. Баги 15 декабря (день рождения инициатора эсперанто Лазаря Заменгофа) отмечается эсперантистами ещё и как День книги на эсперанто.

## Основные произведения

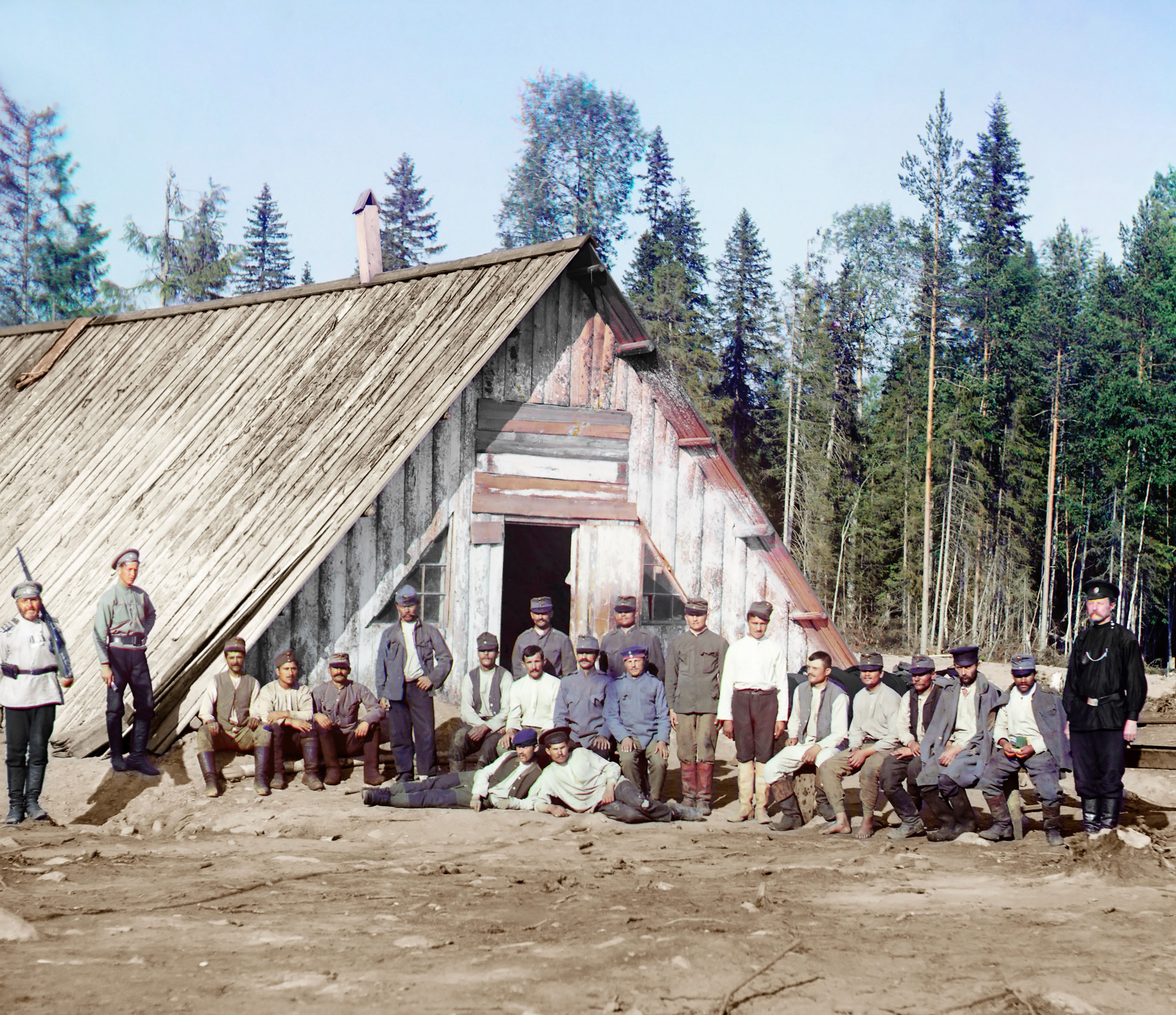
Группа австро-венгерских военнопленных у барака, 1915 год. Фото С. М. Прокудина-Горского

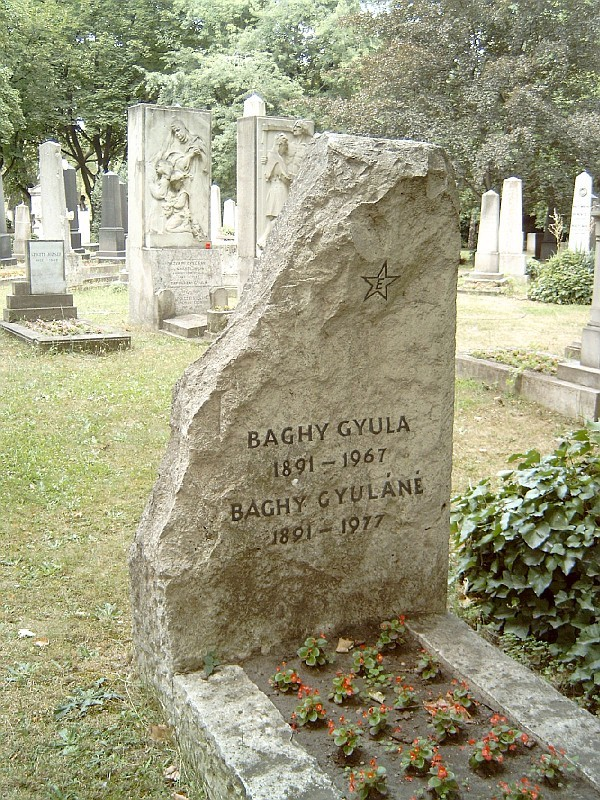
Могила Д. Баги в Будапеште

В нижепредставленном списке указан только год первого издания. Большинство произведений Д. Баги многократно переиздавались; некоторые переведены на национальные языки.
- Preter la vivo («Мимо жизни», поэтический сборник; 1922)
- Viktimoj («Жертвы», роман; 1925) — роман рассказывает о жизни военнопленных в Сибири, роман во многом автобиографический
- Pilgrimo («Поломничество», поэтический сборник; 1926)
- Dancu, marionetoj! («Танцуйте, марионетки!», сборник рассказов; 1927)
- Migranta plumo («Блуждающее перо», рассказы и стихотворения, переводы; 1929) — в этом сборнике Д. Баги осторожно экспериментирует с формами и поэтическим языком
- Hura! («Ура!», роман; 1930) — сатирическое и отчасти утопическое произведение, нередко признаваемое наиболее выдающимся произведением Д. Баги. Автор планировал написать продолжение под названием Insulo de Espero («Остров надежды»), но черновики были утеряны во время Второй мировой войны.
- Printempo en la aŭtuno («Весна осенью», роман; 1931) — лирическое произведение о первой любви
- La vagabondo kantas («Бродяга поёт», поэтический сборник; 1933)
- Verdaj donkiĥotoj («Зелёные Донкихоты», сборник рассказов и скетчей; 1933; слово «зелёные» является коннотацией к «внутренней идее» эсперанто)
- Sur sanga tero («На окровавленной земле», роман; 1933) — продолжение и разработка романа Viktimoj
- La teatra korbo («Театральная корзина», небольшие зарисовки; 1934)
- La verda koro («Зелёное сердце», учебная повесть для начинающих; 1937; название следует понимать как «сердце эсперантиста» или, более широко, как «сердце, исполненное гуманизмом») — автобиографическая повесть о событиях гражданской войны на Дальнем Востоке. Повесть написана специально для начинающих эсперантистов и использует вначале простой, но постепенно усложняющийся от главы к главе грамматический и лексический материал; выдержала много переизданий и популярна до сих пор.
- Sonĝe sub pomarbo («В грёзах под яблоней», лирическая трёхактная комедия в стихах; 1958)
- Koloroj («Цвета», рассказы; 1960)
- Aŭtuna foliaro («Осенняя листва», поэтический сборник; 1965)
- Ĉielarko («Радуга», сказки в стихах; 1966)
- En maskobalo («На маскараде», пять небольших театральных произведений; 1977)